# Поплочани павиљон у Истанбулу
41° 00′ 43″ С; 28° 58′ 53″ И / 41.011944° С; 28.981389° И
 Поплочани павиљон у Истанбулу (тур. Çinili Köşk); је двоспратна зграда унутар зидина око Палате Топкапи (тур. Topkapı Sarayı), наспрам данашњег Археолошког музеја у Истанбулу (тур. İstanbul Arkeoloji Müzeleri), поред парка Гулхан (тур. Gülhane Parkı), Турска. Датира из 1472. године, како је записано на плочици изнад главног улаза. То је прва зграда коју је султан Мехмед II Освајач (тур. II Mehmet), изградио у комплексу Топкапи сарај.

## Историја
Поплочани павиљон саграђена је у шумарку на Сарајбурну (тур. Sarayburnu) унутар зидина око комплекса Палате Топкапи. Ову летњу палату подигао је 1472. године султан Мехмед II као павиљон за уживање. Није познато ко је тачно архитекта овог здања. Ауторство се приписује непознатом персијском архитекти, али неки извори наводе као могућег аутора и водећег архитекту тог периода, Атика Синана (тур. Atik Sinan). Првобитно су постојала три павиљона овог типа, који су кроз своје архитектонске стилове симболизовали три региона Османског царства (тур. Osmanlı İmparatorluğu): грчки, турски и персијски. Подручје око павиљона носило је име Агине ливаде (тур. Ağa Çayırı) и Пешчани трг (тур. Kum Meydanı). Познато је да су се на овим просторима одигравала такмичења попут бацање копља и рвање, док су султан и његова родбина игре посматрали са трема (портика) павиљона. Према речима дворских песника, у овом павиљону су се одржавале раскошне забаве, које су укључивале банкете са дворским пажевима и девојкама. Неке промене на згради изведене су током владавине Мурата III (тур. III. Murad). У једној од угаоних просторија изграђена је фонтана са рељефом пауна, а са обе стране фонтане постављен су натписи. На једном од ових натписа зграда се назива Стаклени павиљон (тур. Sırça Köşk), због плочица које су прекривале њену унутрашњост и спољашњост. Дрвени трем павиљона страдао је у пожару и замењен је садашњим тремом са колонадом 1737. године. Поплочани павиљон је између 1875. и 1891. године коришћен као Царски музеј (тур. Muze-i Humayun) са поставком археолошких и исламских артефаката. Након што је зграда 1939. године формално уврштена у комплекс  Палате Топкапи, збирка је уклоњена и Поплочани павиљон је престао да буде музеј. Од 1953. године Павиљон је отворен за посетиоце под називом Фатих музеј (тур. Fatih Müzesi), као Музеј турске и исламске уметности. Од 1981. године (због своје локације) Поплочани павиљон је прикључен Археолошком музеју Истанбула и од тада ради као Музеј исламске уметности.

## Архитектура
Поплочани павиљон је једини пример грађанске Османске архитектуре изграђен у селџучком стилу у Истанбулу. Тлоцрт зграде Поплочаног павиљона је у облику грчког крста са четири балкона у персијском стилу. Четири угаоне собе са куполом у средини употпуњују тлоцрт формирањем квадрата. Овакав квадратни план, у архитектонском смислу, представља четири стране света и симболизује, универзални ауторитет и суверенитет султана. Павиљон се састоји од шест просторија и централног хола. Изнад равног крова уздиже се само купола централне просторије. Грађевина је висока два спрата, иако се са главног улаза види само један спрат (јер се зграда простире низ падину). Делови спољашњности зграде, фасада, обложени су глазираним керамичким плочицама у тимуридском стилу, што указује на утицај Средње Азије, посебно архитектура џамије Биби-Кханим (узб. Bibixonim masjidi) у Самарканду (узб. Samarqand), Узбекистан (узб. Oʻzbekiston Respublikasi). Плочице које се виде у унутрашњости зграде су са геометријским шарама рађеним у техници подглазуре. Плочице показују пре свега селџучки карактер у техници израде и орнаменталној композицији. Део украса на плочицама су изведени техником позлате на тамноплавој, тиркизној и љубичастој боји, али су углавном оштећене (ољуштене позлате). Бочни зидови павиљона су од опеке са каменим оквиром, који су са полигоналним стубовима фасаде типични за Персију. Из приземља, бочно, решеткаста капија води  до степеница и мермерног портика са 14 стубова. Овај портик је обновљен у 18. веку, после пожара који уништио стари, дрвени. Апсида, која се налази на средини фасаде, у потпуности је обложен плочицама рађеним у техници мозаика, око улазних врата. Одатле се кроз велика врата стиже до предворја, а затим и до централне дворане прекривене куполом. Плаво-беле плочице на зидовима су поређане у шестоуглове и троуглове на начин типичан за град Бурсу (тур. Bursa), док неке плочице имају деликатне шаре цвећа, лишћа, облака или апстрактне облике. Бели гипсани украси изведени су на персијски начин. На оба крила куполасте дворане налазе се засвођена удубљења отворена на једној страни. Три краљевска апартмана смештена су иза централне дворане при чему је средњи апартман у апсидалном облику. Апартмани гледају ка Гулхан парку и оријентисани су ка Босфора (тур. Bogaziçi). Султанов престо се налазио у апсиди постављеној на западном балкону, насупрот главног улаза. На комплетној згради Павиљона нигде није видљив византијски утицаја па  се зато њена изградња приписује непознатом персијском архитекти (насупрот изворима који наводе као архитекту Атик Синана). Зграда се данас сматра најстаријим преживелим делом Палате Топкапи. Представља персијски архитектонски стил и један је од најстаријих примера oсманскe цивилне архитектуре у Истанбулу.

## Колекција музеја
Збирка музеја обухвата око 2.000 артефаката из периода селџучких и османских владара од 11. до 20. века. Најзначајнија грнчарија и плочице из колекције, изложене су у павиљону (неке у витринама а друге су уграђене директно у зидове). Њихово порекло је углавном из области градова: Изник (тур. İznik, раније Никејa, грч. Νίκαια), Кутахја (тур. Kütahya) и Чанакале (тур. Çanakkale). Радови су изложени у шест просторија и централном холу Павиљона, представљени хронолошким редом, тако да свака просторија садржи радове који покривају различите периоде. У првој просторији на левој страни улаза, налазе се примерци грнчарије и керамике из периода Селџука (од 12. до прве половине 14. века). У следећој просторији су примерци грнчарије из друге половина 14. и 15. века, познате под називом Милетско посуђе, као и радови рађени у Техници слип, из раног османског периода, датирано у 11. век. Трећа просторија, у тренутној поставци, нема изложених експонат. Радови из Изника (од 18. века средине 17. века), изложени су у четвртој просторији и централном холу. Међу њима су и коралноцрвени примерци са  краја 15. века и почетка 16. века. Такође су у средњој сали изложени плаво-бели, плаво-тиркизни и фино украшени плаво-бели примерци израђени у стилу Златног рога (тур. Haliç işi) и Дамаск посуде из Изника (период од 15. до 19.века). У петој просторији изложени су узорци плочица из 18. и 19. века, као и један од најважнијих експоната, михраб (arap. محراب) украшен керамиком из Изника (у техници обојене глазуре), пренесен из Ибрахим-бегове џамије у Караману (тур. Karaman) из централне Анадолије (тур. Anadolu). Ту су изложене и плочице које украшавају прозорске фронтоне истанбулске медресе (арап. مدرسة) у џамији Хасеки Хурем (тур. Haseki Hürrem Sultan Külliyesi) из 16. века. У шестој просторији налази се керамика из Кутахја, где су најупечатљивије групе предмета као што су: шоље, ибрици, врчеви (од средине 18. века до 20. века), укључујући и Чанакале керамику датовану на почетак 20. века.

## Галерија
- Монохроматски украшена посуда из Изника
- Монохроматски украшена посуда из Изника
- Полихроматски украшена посуда из Изника
- Полихроматски украшена посуда из Чанкале
- Полихроматски украшена посуда из Чанкале
- Монохроматски украшена џамијска лампа из Изника